# Білгородське
Бі́лгородське (каз. Белгород) — село у складі Сандиктауського району Акмолинської області Казахстану. Адміністративний центр Білгородського сільського округу.
Населення — 405 осіб (2021; 547 у 2009, 760 у 1999, 1157 у 1989).
Національний склад станом на 1989 рік:
- росіяни — 65 %.